# Fukaura
Fukaura (japanska: 深浦町?, Fukaura-machi) är en landskommun (köping) i Aomori prefektur, Japan. Den ligger på prefekturens västra kust mot Japanska havet.

## Vänort i Finland
- Ranua, Lappland, Finland.